# Grotte du Géant

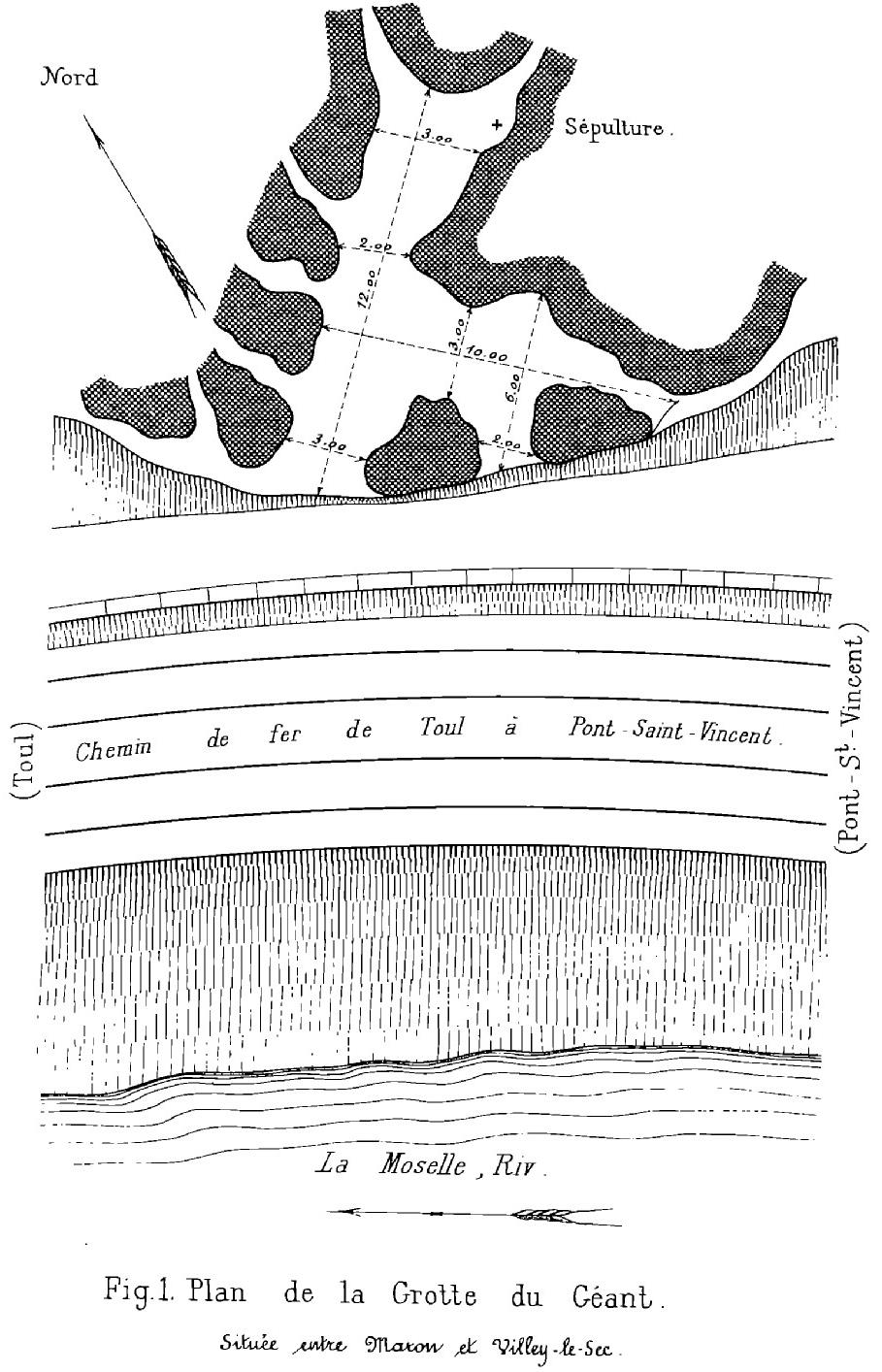
Grotte du Géant

Die Grotte du Géant (deutsch „Riesenhöhle“) ist eine natürliche Höhle auf einem Felsvorsprung, etwa 20 m über dem heutige Flussniveau, am rechten Ufer der Mosel in Gondreville, zwischen Toul und Nancy im Département Meurthe-et-Moselle in Frankreich. 
Die Entstehung der Grotte geht zurück auf die Zeit der Nutzung des Tals durch die Maas. In der Saalekaltzeit vor etwa 250.000 Jahren wurde das Tal durch eine Flussanzapfung bei Toul zum Oberlauf der Mosel.
Die Höhle wurde 1864 von Nicolas Husson (1814–1890) untersucht und beschrieben. Er fand Knochen und verschiedene alte Tonscherben. Im frühen 20. Jahrhundert leitete Jules Beaupré (1859–1921) mehrere methodische Ausgrabungen und fand im Grab Gegenstände aus dem Neolithikum und Fragmente einer Schale, identisch mit der von Camille Husson (1843–1886) in der Grotte „Trou des Celtes“ bei Pierre-la-Treiche gefundenen. Die Karte der Riesenhöhle wurde 1901 von Jules Beaupré (1859–1921) veröffentlicht.